# کارلایل
 کارلایل  (به انگلیسی: City of Carlisle) منطقه شهری در انگلستان بود که در شهرستان کامبریا واقع شده بود. جمعیت این منطقه ۱۰۳٬۱۰۰ نفر است.